# 函館市障害者等外出支援事業
函館市障害者等外出支援事業（はこだてししょうがいしゃとうがいしゅつしえんじぎょう）とは北海道函館市が障がい者等の交通機関利用に際し、料金の助成を行っている事業である。

## 概要
函館市内に住んでいる障がい者等の公共交通機関（市電・函館バス）の乗車料金の一部または全額を助成することによって、施設等への通所などの外出を支援し、社会活動の促進を図るために公共交通機関の乗車料金の負担を軽減する函館市独自の事業である。
従来の福祉乗車証「市電・バス利用証」に変わり、2012年（平成24年）4月1日から開始された。
助成の内容は障がいの種類と施設等への通所の有無によって変わる。また、2017年（平成29年）3月25日に函館市電・函館バスにおいてIC乗車カードICAS nimocaが導入された事から、2018年（平成30年）4月1日以降から助成内容が変更となったため、その変更前後の両方についても表記する。

## 障害者等外出支援事業（身体・知的障がい者）[1]

### 対象者
函館市内に住所があって、身体障害者手帳1〜4級か療育手帳重度・中度を所有する人、または特別児童扶養手当を受給している人。

### 助成の内容
助成の内容は、施設等に通所していない人と通所している人で異なる。
- 施設等とは
自律訓練事業所（機能訓練、生活訓練）、就労支援事業所（就労移行、A型、B型）、生活介護事業所、地域活動支援センター、特別支援学校、特別支援学級

手続きの方法や申請に必要な物についてはホームページとホームページ中のPDFに記載がある。

#### 2018年（平成30年）3月31日まで
施設等に通所（通学）していない人
1,000円の乗車カード（1,080円分使用可能）を、年間36枚（36,000円）を上限として、1回につき6枚まで交付され、転入などにより、年度の途中で資格を取得した場合の上限は、資格取得日が7〜9月の場合は年間27枚、10〜12月の場合は年間18枚、1〜3月の場合は年間9枚となっていた。2回目以降は使用済みカードとの交換の形を取っていた。
次の場合は介護人専用乗車カードの交付が受けられた。
- (1)身体障害者手帳第1種の人
- (2)身体障害者手帳第2種で2級の人
- (3)音声・言語・そしゃく機能障がい者3級の人
- (4)視覚機能障がい4級の人
- (5)知的障がい重度または中度の人
- (6)特別児童扶養手当を受給している人

乗車カードによる支払は、運賃箱のカードリーダーに通す事で通常大人運賃の半額（10円未満は切り上げ）が引き落とされる。乗車カードの交換は2018年（平成30年）3月30日（金）をもって終了したが、すでに手に入れているカードは2020年（令和2年）3月31日まで使用出来る。
施設等に通所（通学）している人
降車時に提示する事で、料金が無料になる利用証が交付されていた。利用証は2018年（平成30年）3月31日が最終使用期限となっていた。
この制度において、施設等通所者が年度が変わっても引き続き利用証の交付を受けたい場合は、年度末に市職員が施設等に出向いて、通所者分の更新作業を一括して行ってくれる事があった。

#### 2018年（平成30年）4月1日以降
いずれの場合も、本人や介護者においてはあらかじめ次のICAS nimocaを購入しておき、市へ購入したICAS nimocaの助成登録申請を行う必要がある。
- 対象となるICAS nimoca[9]

| 対象者                                                                                       | ICAS nimocaの種類                          | 有効期限 | 摘要                                                                           |
| -------------------------------------------------------------------------------------------- | ------------------------------------------ | --- | ------------------------------------------------------------------------------ |
| 身体障害者手帳1〜4級か 療育手帳重度・中度を所有する人 （中学生以上）                         | 障がい者用ICAS nimoca                      | 初回購入時：購入日から翌々年の誕生日まで 次回以降：翌年の誕生日まで                                             |                                                                                |
| 身体障害者手帳1〜4級か 療育手帳重度・中度を所有する人 （小学生以下）                         | 小児障がい者用ICAS nimoca                  | 初回購入時：購入日から翌々年の誕生日まで 次回以降：翌年の誕生日まで 最終有効期限：満12歳となる年度の3月31日まで | 最終有効期限以降は上記の障がい者用ICAS nimocaへの変更が可能                    |
| 特別児童扶養手当を受給している人で 身体障害者手帳か療育手帳を 所有していない人（小学生以下） | 小児用ICAS nimoca                          | 満12歳となる年度の3月31日まで                                                                                   | 期限以降はスターICAS nimocaへの変更が可能                                      |
| 特別児童扶養手当を受給している人で 身体障害者手帳か療育手帳を 所有していない人（中学生以上） | スターICAS nimoca                          | 期限なし | 助成期限は特別児童扶養手当等の支給に関する法律に基づいた満20歳となる誕生日まで |
| 上記の各対象者の介護人                                                                       | スターICAS nimoca （上記の各対象者の名義） | 期限なし | 上記の各対象者のカードと同時に使用する必要がある                               |

施設等に通所（通学）していない人
助成登録された各種ICAS nimocaで乗車料金（通常大人運賃の半額、10円未満は切り上げ）を支払い、使用日の2日後から翌年の12月末日までの間に、駒場乗車券販売所・函館バス函館市内各営業所のICAS nimoca取扱場所や、函館駅前バス案内所などに設置のnimocaポイント交換機で、使用分全額のポイントを年間（4月～翌年3月）36,000円分を上限として受け取る事が出来る。期限内であれば、まとめて1度に受け取る事も、複数回に分けて受け取る事も出来る。
介護人が必要となる次の場合では、障がい者本人名義のスターICAS nimoca（記名式）も一緒に購入した上で、本人用と介護人用の助成登録申請を行う。
- (1)身体障害者手帳第1種の人
- (2)身体障害者手帳第2種で2級の人
- (3)音声・言語・そしゃく機能障がい者3級の人
- (4)視覚機能障がい4級の人
- (5)知的障がい重度または中度の人
- (6)特別児童扶養手当を受給している人

介護人用のスターICAS nimocaは、障がい者本人と同行の上で介護人である事を伝え、それぞれがICAS nimocaを使用する事で対象者と同様のポイント付与を受けられる。ただし障がい者本人のICAS nimocaが使用されず、介護人単独でICAS nimocaを使用した場合はポイントが付与されない。
施設等に通所（通学）している人
ICAS nimocaの購入・使用方法や助成ポイントの付与は通所していない人と同じだが、助成ポイントの上限が無くなる。

## 障害者等外出支援事業（精神障がい者）[2]

### 対象者
函館市内に住所があって、精神障害者保健福祉手帳1〜3級を所有する人。

### 助成の内容
助成の内容は、施設等に通所していない人と通所している人で異なる。
- 施設等とは
自律訓練事業所（生活訓練）、就労支援事業所（就労移行、A型、B型）、生活介護事業所、地域活動支援センター、精神科病院デイケア

手続きの方法や申請に必要な物についてはホームページとホームページ中のPDFに記載がある。

#### 2018年（平成30年）3月31日まで
施設等に通所していない人
- ア 精神障害者手帳1〜2級の人

1,000円の乗車カード（1,080円分使用可能）と無料で交換出来る引換券を、年間72枚を上限として交付されていた。
- イ 精神障害者手帳3級の人

1,000円の乗車カード（1,080円分使用可能）を半額の500円で購入出来る助成券を、年間72枚を上限として交付されていた。
上記ア・イともに、転入などによって年度の途中で資格を取得した場合の上限は、資格取得日が7〜9月の場合は年間54枚、10〜12月の場合は年間36枚、1〜3月の場合は年間18枚となっていて、引換券の場合は1回につき6枚まで交付され、助成券の場合は1回につき6枚まで購入する事が出来た。2回目以降は使用済みカードとの交換になるため、使用済みカードを捨てないよう呼びかけられていた。
乗車カードによる支払は運賃箱のカードリーダーに通す事で通常の大人運賃が引き落とされる。乗車カードの交換は2018年（平成30年）3月30日（金）をもって終了したが、すでに取得している乗車カードについては2020年（令和2年）3月31日まで使用出来る。また上記イ対象者が半額で購入したカードが期限までに使い切れなかった場合は、同年4月1日以降に駒場乗車券販売所・函館バス函館市内各営業所にて払い戻しが受けられる。
施設等に通所している人
- ア 精神障害者手帳1〜2級の人

降車時に提示する事で、料金が無料になる利用証が交付されていた。
- イ 精神障害者手帳3級の人

降車時に提示する事で、料金が半額（10円未満は切り上げ）になる利用証が交付されていた。バスカード・ バス・市電共通乗車カード・ イカすカードの併用も出来ていた。
利用証は2018年（平成30年）3月31日が最終使用期限となっていた。
この制度において、施設等通所者が年度が変わっても引き続き利用証の交付を受けたい場合は、年度末に市職員が施設等に出向いて、通所者分の更新作業を一括して行ってくれる事があった。

#### 2018年（平成30年）4月1日以降
いずれの場合も、あらかじめ本人名義のスターICAS nimocaを購入しておくか、すでに無記名式のICAS nimocaを所有している場合はスターICAS nimocaへの変更を行い、市へ所有しているICAS nimocaの助成登録申請を行う必要がある。
施設等に通所していない人
- ア 精神障害者手帳1〜2級の人

助成登録されたICAS nimocaで乗車料金（通常大人運賃）を支払い、使用日の2日後から翌年の12月末日までの間に、駒場乗車券販売所・函館バス函館市内各営業所のICAS nimoca取扱場所や、函館駅前バス案内所などに設置のnimocaポイント交換機で、使用分全額のポイントを年間（4月～翌年3月）72,000円分を上限として受け取る事が出来る。期限内であれば、まとめて1度に受け取る事も、複数回に分けて受け取る事も出来る。
- イ 精神障害者手帳3級の人

使用方法や助成ポイントの受け取りはアと同じだが、助成ポイントが使用分の半額分（1円単位）となり、年間（4月～翌年3月）36,000円分を上限として受け取る事が出来る。
施設等に通所している人
- ア 精神障害者手帳1〜2級の人

ICAS nimocaの購入・使用方法や助成ポイントの付与は通所していない人と同じだが、助成ポイントの上限が無くなる。
- イ 精神障害者手帳3級の人

ICAS nimocaの購入・使用方法や助成ポイントの付与は通所していない人と同じだが、総使用額の半額分を上限とする形で助成ポイントの上限が無くなる。

## 障害者等外出支援事業（戦傷病者）[3]

### 対象者
函館市内に住所があって、戦傷病者手帳を所有する人。

### 助成の内容
手続きの方法や申請に必要な物についてはホームページとホームページ中のPDFに記載がある。申請先については、通常は函館市役所保健福祉部管理課となっているが、戦傷病者手帳のほかに身体障害者手帳1〜4級も所有している場合は申請先が函館市障がい保健福祉課となる。

#### 2018年（平成30年）3月31日まで
1,000円の乗車カード（1,080円分使用可能）と無料で交換出来る引換券を、年間72枚を上限として交付され、転入などによって年度の途中で資格を取得した場合の上限は、資格取得日が7〜9月の場合は年間54枚、10〜12月の場合は年間36枚、1〜3月の場合は年間18枚となっていて、引換券での交付は1回につき6枚までとなっていた。2回目以降は使用済みカードとの交換になるため、使用済みカードを捨てないよう呼びかけられていた。
乗車カードによる支払は、運賃箱のカードリーダーに通す事で通常の大人運賃が引き落とされる。乗車カードの交換は2018年（平成30年）3月30日（金）をもって終了したが、すでに取得している乗車カードについては2020年（令和2年）3月31日まで使用出来る。

#### 2018年（平成30年）4月1日以降
いずれの場合も、あらかじめ本人名義のスターICAS nimocaを購入しておくか、すでに無記名式のICAS nimocaを所有している場合はスターICAS nimocaへの変更を行い、市へ所有しているICAS nimocaの助成登録申請を行う必要がある。なお、戦傷病者手帳のほかに身体障害者手帳1〜4級も所有している場合は障害者等外出支援事業（身体・知的障がい者）の扱いとなる。
ここでは戦傷病者手帳のみ所有の場合の対応を記す。
助成はポイントを還元する形で行われ、助成登録されたICAS nimocaで乗車料金（通常大人運賃）を支払い、使用日の2日後から翌年の12月末日までの間に、駒場乗車券販売所・函館バス函館市内各営業所のICAS nimoca取扱場所や、函館駅前バス案内所などに設置のnimocaポイント交換機で、使用分全額のポイントを年間（4月～翌年3月）72,000円分を上限として受け取る事が出来る。期限内であれば、まとめて1度に受け取る事も、複数回に分けて受け取る事も出来る。

## 障害者等外出支援事業（原爆被爆者）[4]

### 対象者
函館市内に住所があって、被爆者健康手帳を所有する人。

### 助成の内容
手続きの方法や申請に必要な物についてはホームページとホームページ中のPDFに記載がある。

#### 2018年（平成30年）3月31日まで
1,000円の乗車カード（1,080円分使用可能）と無料で交換出来る引換券を、年間72枚を上限として交付され、転入などによって年度の途中で資格を取得した場合の上限は、資格取得日が7〜9月の場合は年間54枚、10〜12月の場合は年間36枚、1〜3月の場合は年間18枚となっていて、引換券での交付は1回につき6枚までとなっていた。2回目以降は使用済みカードとの交換になるため、使用済みカードを捨てないよう呼びかけられていた。
乗車カードによる支払は、運賃箱のカードリーダーに通す事で通常の大人運賃が引き落とされる。乗車カードの交換は2018年（平成30年）3月30日（金）をもって終了したが、すでに取得している乗車カードについては2020年（令和2年）3月31日まで使用出来る。

#### 2018年（平成30年）4月1日以降
あらかじめ本人名義のスターICAS nimocaを購入しておくか、すでに無記名式のICAS nimocaを所有している場合はスターICAS nimocaへの変更を行い、市へ所有しているICAS nimocaの助成登録申請を行う必要がある。
助成はポイントを還元する形で行われ、助成登録されたICAS nimocaで乗車料金（通常大人運賃）を支払い、使用日の2日後から翌年の12月末日までの間に、駒場乗車券販売所・函館バス函館市内各営業所のICAS nimoca取扱場所や、函館駅前バス案内所などに設置のnimocaポイント交換機で、使用分全額のポイントを年間（4月～翌年3月）72,000円分を上限として受け取る事が出来る。期限内であれば、まとめて1度に受け取る事も、複数回に分けて受け取る事も出来る。

## 適用となる路線・区間等
- 函館市企業局交通部（函館市電）全線、ただし箱館ハイカラ號については次の通りとなる。
  - 各種ICAS nimoca：利用出来るが、助成の対象とならない[1][2][12][4]ほか、乗り継ぎ料金が適用されない。
  - 各種乗車カード（従来の磁気カードタイプ）：利用出来ない。なお、身体障害者手帳・療育手帳提示による運賃半額分の現金支払いでの対応がある。
  - 無料利用証・半額利用証（2017年運行時まで）：利用出来ていた。
- 函館バス運営の路線バスのうち、函館市内の全運行区間：各種のICAS nimoca・乗車カードが利用出来る。また、無料利用証・半額利用証が2018年（平成30年）3月31日まで利用出来ていた。